# Angerville-la-Martel
Angerville-la-Martel är en kommun i departementet Seine-Maritime i regionen Normandie i norra Frankrike. Kommunen ligger i kantonen Valmont som tillhör arrondissementet Le Havre. År 2022 hade Angerville-la-Martel 1 081 invånare.

## Befolkningsutveckling
Antalet invånare i kommunen Angerville-la-Martel
| Referens: INSEE |